# 北京雷動天下現代舞團
北京雷動天下現代舞團2005年由曹誠淵於北京創立，是他的第三個舞蹈團（另外兩者為香港城市當代舞蹈團及廣東現代舞團）。北京雷動天下現代舞團是中國第一個在政府架構以外成立的現代舞團，每年籌辦北京現代舞節。

## 外部連結
- 现代舞《初祭》助力澳大利亚文化年（页面存档备份，存于）
- Year of Australian Culture in China Featured Performance BeijingDance/LDTX “2010 International Platform” First Ritual（页面存档备份，存于）